# Римска премия
Римската премия (на френски: Prix de Rome или Grand Prix de Rome) е френска стипендия за студенти по изкуства, първоначално за художници и скулптори, която е създадена през 1663 г. по време на управлението на Луи XIV. Победителите получават стипендия, която им позволява да останат в Рим от три до пет години за сметка на държавата. Наградата е разширена, за да обхване архитектура през 1720 г., музика през 1803 г. и гравюра през 1804 г. Наградата е премахната през 1968 г. от Андре Малро, тогавашен министър на културата, след бунтовете от май 68 г., които призовават за културна промяна.

## История
Римската премия първоначално е създадена за художници и скулптори през 1663 г. във Франция, по време на управлението на Луи XIV. Учредена е като годишна стипендия за обещаващи артисти, доказали таланта си чрез завършване на много трудно елиминационно състезание. Наградата е организирана от Académie Royale de Peinture et de Sculpture (Кралската академия за живопис и скулптура) и е отворена за техните студенти. Студентът е трябвало да създаде скица по възложена тема, докато е изолиран в затворена кабина без възможност да наблюдава обекта, който рисува. От 1666 г. носителят на наградата е можел да спечели престой от три до пет години в Палацо Манчини в Рим на издръжка на краля на Франция. През 1720 г. Académie Royale d'Architecture (Кралската академия за архитектура) учредява награда за своите студенти. Така френската държава започва всяка година да изпраща шестима художници, четирима скулптори и двама архитекти във Френската академия в Рим, основана от Жан-Батист Колбер през 1666 г. През 1803 г. е добавена категория „музика“, а през 1804 г. и категория „гравюра“.
Основният победител в конкурса взима Първа голяма премия (т.нар. agréé). Има години, в които наградата не се връчва в една или повече категории.
През 1803 г. Наполеон Бонапарт премества Френската академия в Рим във Вила Медичи, с намерението да запази институцията, преди време застрашена от Френската революция. По това време вилата и градините ѝ са в окаяно състояние и се налага да бъдат реновирани, за да приютят носителите на Римската премия. По този начин Бонапарт се надява да запази за младите френски художници възможността да видят и копират шедьоврите на античността и Ренесанса.
Разцветът на Римската премия е в края на осемнадесети и началото на деветнадесети век. Наградата е толкова значима, че Жак-Луи Давид, след като не успява да я спечели в три поредни години, обмисля самоубийство; Давид накрая печели стипендията през 1774 г. Едуар Мане, Едгар Дега, Ернест Шосон и Морис Равел са сред неуспелите кандидати за Римската премия. Равел се опитва общо пет пъти да спечели наградата, а последният неуспешен опит през 1905 г. е толкова спорен, че води до пълна реорганизация на администрацията в Парижката консерватория.
По време на Втората световна война носителите на Римската премия са настанявани във Вила Парадизо в Ница. Римската премия е премахната през 1968 г. от Андре Малро, който по това време е министър на културата. Оттогава са създадени редица конкурси, а академиите и Френският институт, са слети от държавата и министъра на културата. Избраните обитатели вече имат възможност за обучение по време на 18-месечен (понякога 2-годишен) престой във Френската академия в Рим, която продължава да се помещава във Вила Медичи.

## Известни носители на Голямата римска премия
- Хиацинт Риго, 1682 г., категория „Живопис“
- Антоан Пен, 1703 г., категория „Живопис“
- Франсоа Буше, 1723 г., категория „Живопис“
- Луи-Мишел ван Ло, 1725 г., категория „Живопис“
- Огюстен Пажу, 1748 г., категория „Скулптура“
- Жан-Оноре Фрагонар, 1752 г., категория „Живопис“
- Жан Антоан Удон, 1761 г., категория „Скулптура“
- Франсоа-Андре Венсан, 1768 г., категория „Живопис“
- Жак-Луи Давид, 1774 г., категория „Живопис“
- Шарл Персие, 1786 г., категория „Архитектура“
- Ан-Луи Жироде, 1789 г., категория „Живопис“
- Шарл Тевенен, 1791 г., категория „Живопис“
- Пиер Нарцис Герен, 1797 г., категория „Живопис“
- Жан Огюст Доминик Енгър, 1801 г., категория „Живопис“
- Луи Херолд, 1812 г., категория „Музикална композиция“
- Франсоа Бушо, 1823 г., категория „Живопис“
- Ектор Берлиоз, 1830 г., категория „Музикална композиция“
- Шарл Гуно, 1839 г., категория „Музикална композиция“
- Уилям Адолф Бугеро, 1850 г., категория „Живопис“
- Жорж Бизе, 1857 г., категория „Музикална композиция“
- Жул Масне, 1863 г., категория „Музикална композиция“
- Луи-Ернест Бариа, 1865 г., категория „Скулптура“
- Клод Дебюси, 1884 г., категория „Музикална композиция“
- Люсиен Овелмон, 1911 г., категория „Скулптура“ – първата жена, носителка на Голямата римска премия
- Камий Льофевр, 1905 г., категория „Архитектура“
- Одет-Мари Повер, 1925 г., категория „Живопис“ – първата жена, носителка на Голямата римска премия в тази категория

## Римска премия (Холандия)
Римска премия е създадена и в Кралство Холандия от Луи Бонапарт за награждаване на млади художници и архитекти. В периода 1807 – 1810 г. стипандиантите са изпращани в Париж и след това в Рим за обучение. През 1817 г., след като Холандия получава своята независимост, крал Вилем I подновява връчването на стипендията, но едва през 1823 г. новите Кралски академии на Амстердам и Антверпен успяват да организират журита и ефективно да връчат наградата. Стипендията е отново спряна през 1851 г. и е повторна възстановена през 1870 г. от крал Вилем III. Оттогава победителите се избират от Държавната академия в Амстердам в основните категории – архитектура и визуални изкуства.

## Римска премия (Белгия)
Белгийската Римска премия е награда за млади художници, създадена през 1832 г. по примера на оригиналната френска награда. Кралската академия за изящни изкуства в Антверпен организира наградата до 1920 г., когато националното правителство поема управлението и връчването на стипендиите. Има отделни категории за архитектура, живопис, скулптура и музика.